# Oyen
Oyen es un pueblo canadiense situado en la provincia de Alberta.

## Superficie
Oyen tiene una superficie de 5,15 km².

## Demografía
En 2021, tenía 917 habitantes, una densidad poblacional de 178,1 hab./km², y 404 viviendas.